# Aufbau-Verlag
Aufbau-Verlag (scris incorect: Aufbau Verlag) este o editură germană. A fost fondată în 1945 la Berlin de către Liga culturală pentru reînnoirea democratică a Germaniei și a devenit în curând cea mai mare editură literară din RDG. După înființare s-a specializat, publicând opere literare din patrimoniul umanist al culturii germane și literatură antifascistă. În următoarele decenii și-a extins programul de publicare la operele clasicilor literaturii universale, literatura germană contemporană, cărți ale unor autori est-europeni și din America Latină, precum și din Europa de Vest.
în anul 2015 editura avea 35 de angajați și publica aproximativ 200 de titluri pe an, dintre care 110 titluri noi în librării și 150 de titluri noi ca e-book. Editura este axată în prezent pe beletristică și non-ficțiune. Astăzi face parte din Aufbau Verlagsgruppe, care mai conține, în afară de Aufbau Verlag, editurile Metrolit-Verlag, Die Andere Bibliothek și Edition Braus, și are sediul în Aufbau Haus din Berlin-Kreuzberg.

## Traduceri din limba română
Aufbau-Verlag a publicat traducerile în limba germană ale unor opere literare importante din limba română precum Hanu-Ancuței (1976) de Mihail Sadoveanu, Mara (1960) de Ioan Slavici, Desculț (1951), Dulăii (1957) și Ce mult te-am iubit (1983) de Zaharia Stancu.